# Томаш Замойський
То́маш Замо́йський (пол. Tomasz Zamoyski; 1 квітня 1594 — 8 січня 1638) — державний діяч Речі Посполитої. Представник шляхетського роду Замойських гербу Єліта. Син Яна Саріуша Замойського. Великий канцлер коронний (1635–1638), сенатор. Великий підканцлер коронний (1628–1635), генеральний староста краківський (1628–1638). Воєвода подільський (1618–1619) і київський (1619–1628). Ординат замойський (1605–1638). Староста книшинський, сокальський, новоторзький, рабштинський, калуський, ґоньондзький і річицький.

## Біографія

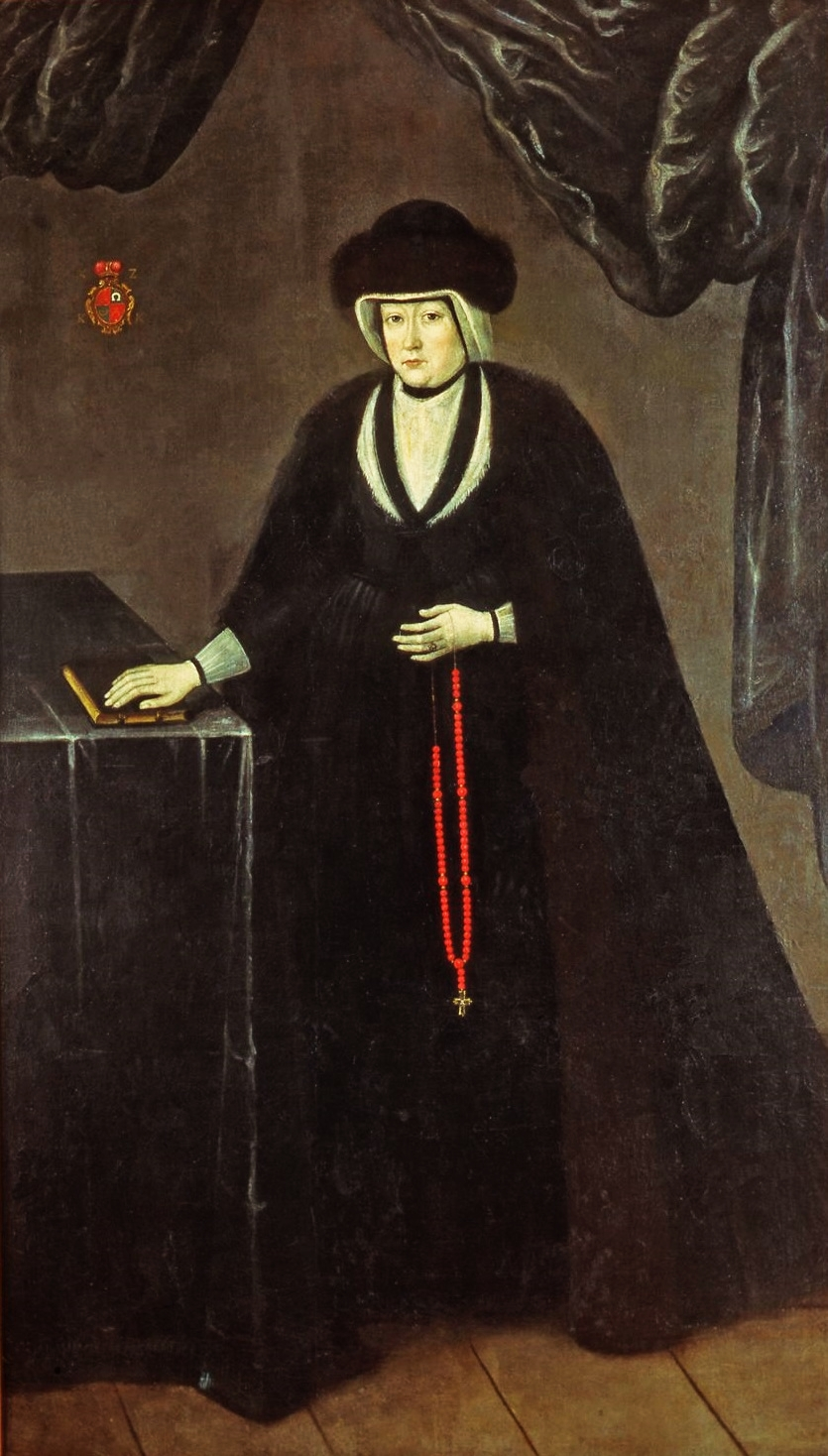
Катерина Острозька (дружина)

Народився 1 квітня 1594 року. Єдиний син канцлера Яна Саріуша Замойського та його дружини Барбари Тарновської — доньки мечника коронного, буського старости Станіслава Тарновського. II-й ординат на Замостю. Після заснування Замойської ординації батько довірив опікунство над малим сином Томашем Іванові-Томашеві Дрогойовському в 1589 році.
Високоосвічена людина свого часу, Томаш Замойський об'їздив Францію, Нідерланди, Англію, Італію, написав трактат з фортифікації.
1618 року: брав участь в битві під Оринином проти Девлет-Ґерая; став воєводою подільським, на цій посаді воював проти турецько-татарських військ Кантемира-Мурзи та Давлет-Ґірея. 1619 року Томаш Замойський підписав з польського боку відому Раставицьку угоду з козаками; отримав посаду київського воєводи (урочистий «в'їзд» у жовтні 1619, до 1628 року). Був призначений королем одним з комісарів для укладення Куруківської угоди у 1625 році.
Посади: маршалок Коронного трибуналу 1623-29 років, староста генеральний краківський 1628 р., підканцлер (віце-канцлер) коронний 1628 р., великий коронний канцлер з 1635 року; староста книшинський, сокальський, новотарський, рабштинський, ґоньондзький, річицький.
За даними Каспера Несецького, був похований біля «ніг батька» в Замості. На його похороні мав промову Якуб Собеський.
Заснував містечка Томашпіль (сучасна Вінниччина), Томашів-Любельський у Руському воєводстві І Речі Посполитої (сучасна Польща). Був власником Тернополя, Рівного після одруження з Катериною Острозькою — донькою князя Олександра Острозького Вклав кошти в розбудову замку Тернополя (1621 року в замку приймав королевича Владислава IV Вазу); Шаргорода, де сприяв діяльності монахів ордену місіонерів.

### Родина
Дружина — донька Олександра Острозького Катерина. Діти:
- Ян Собіпан
- Ґризельда Вишневецька
- Йоанна Барбара — дружина Александра Конецпольського, посаг — 400000 злотих готівкою, клейноди, срібло (еквівалент 100000 злотих). Шлюб був 9 листопада 1642 року в Замості. Померла 1653 року, була похована в Конєцполі.[8]